# Gorgen, Östergötland
Gorgen är en sjö i Mjölby kommun i Östergötland och ingår i Motala ströms huvudavrinningsområde. Sjöns area är 0,011 kvadratkilometer och den är belägen 128 meter över havet.